# Jan Wessel Wessels Boer
Jan Wessel Wessels Boer (Hoogeveen, 27 augustus 1860 - Soestdijk, 29 november 1929) was een Nederlandse kantonrechter.

## Leven en werk
Wessels Boer werd in 1860 te Hoogeveen geboren als zoon van de koopman Johannes Wessels Boer en van Karsje Berghuis. Na zijn studie rechten was Wessels Boer onder meer griffier bij de kantongerechten in Medemblik en Meppel. In 1897 werd hij benoemd tot kantonrechter in Medemblik. Van 1900 tot 1925 was Wessels Boer kantonrechter in Hoogeveen. In 1925 kreeg Wessels Boer op zijn verzoek eervol ontslag verleend als kantonrechter. Hij was de laatste die deze functie in Hoogeveen vervulde. Wessels Boer trouwde op 8 mei 1918 te Amsterdam met Roelofje Jantina Faber. Na zijn pensionering vertrok hij in 1926 naar Soestdijk en overleed aldaar in november 1929 op 69-jarige leeftijd. 

## Park Dwingeland (Hoogeveen)
Wessels Boer schonk in 1928 een terrein van circa 1 hectare aan de gemeente Hoogeveen, met de bepaling dat het voorste gedeelte ervan nooit bebouwd mag worden en voor altijd de bestemming "park" moet krijgen. Dit park, Dwingeland genaamd, is het oudste park van Hoogeveen.